# Jay Brannan
Jay Brannan (Houston, 29 marzo 1982) è un cantautore e attore statunitense.

## Biografia
Nato a Houston, in Texas, ha studiato recitazione e musica presso il conservatorio della University of Cincinnati per due semestri. Dopo gli studi si è trasferito in California, prima a Palm Springs e poi a Los Angeles. Attualmente risiede a New York. La sua carriera musicale inizia eseguendo brani nel suo studio, portati al pubblico tramite il suo sito personale e YouTube. I suoi video si diffondono piuttosto rapidamente nella rete, rendendo Brannan noto come un cantautore malinconico che esegue i propri brani seduto sulla tazza del bagno. Nel marzo del 2007 mette in vendita quattro sue canzoni nella sua pagina di Myspace.
Dopo aver pubblicato l'EP Unmastered, nel 2008 fonda la propria etichetta discografica Great Depression Records con cui pubblica il suo album d'esordio Goddamned. Dopo un anno passato in Tour per gli Stati Uniti e l'Europa ritorna in studio per registrare In Living Cover, album contenente otto cover e due inediti Beautifully e Drowning. A dicembre dello stesso anno rilascia, dal proprio sito web, l'inedito Christmas Really Sucks disponibile solo in formato digitale.
Il suo esordio nel cinema avviene nel 2006, dopo aver inviato un provino a John Cameron Mitchell e aver quindi ottenuto una parte in Shortbus - Dove tutto è permesso. Nel film ha il ruolo di Ceth, un ragazzo che inizia un ménage à trois con una coppia gay. Il film dalla esplicite scene sessuali, vede Brannan cimentarsi in una vera e propria fellatio omosessuale ed eseguire alcuni suoi brani, inclusi nella colonna sonora. Nel 2007 recita in un altro film dalle tematiche gay, Holding Trevor.

## Discografia

### Album
- 2008 - Goddamned (Great Depression Records)
- 2009 - In Living Cover (Great Depression Records)
- 2012 - Rob Me Blind (Great Depression Records)
- 2014 - Always, Then, & Now (Great Depression Records)

### EP
- 2007 - Unmastered

## Filmografia
- Shortbus - Dove tutto è permesso (Shortbus), regia di John Cameron Mitchell (2006)
- Holding Trevor, regia di Rosser Goodman (2007)
- Kiss of the Damned, regia di Xan Cassavetes (2012)